# محمدنظر عظیمی
محمدنظر عظیمی (زادهٔ ۱۳۳۹ کنگاور) سرتیپ سپاه پاسداران انقلاب اسلامی است، که هم‌اکنون فرماندهی قرارگاه نجف اشرف را برعهده دارد و فرمانده ارشد سپاه در استان‌های کرمانشاه، همدان و ایلام است.
وی فعالیت نظامی را پس از وقوع انقلاب ۱۳۵۷ در سپاه کرمانشاه آغاز کرد و در خلال جنگ ایران و عراق از اعضای نیروی زمینی سپاه پاسداران بود. 
عظیمی پس از جنگ به فرماندهی تیپ ۲۹ نبی‌اکرم منصوب شد و از ۱۳۸۴ تا ۱۳۸۷ به‌عنوان فرمانده لشکر ۴ بعثت فعالیت می‌کرد. وی در فاصله سالهای ۱۳۸۷ تا ۱۳۹۳ فرمانده سپاه نبی‌اکرم کرمانشاه بود و از آذرماه ۱۳۹۲ نیز فرمانده قرارگاه نجف اشرف است. او در سال ۱۳۹۵ درجه سرتیپی دریافت کرد. عظیمی در سال ۱۴۰۱ توسط وزارت خزانه‌داری آمریکا تحریم شد، وی همچنین در سال ۱۴۰۲ به‌دلیل نقض حقوق بشر توسط اتحادیه اروپا تحریم گردید.